# Pontificia Opera dell'Infanzia Missionaria
La Pontificia Opera dell'Infanzia Missionaria (o della Santa Infanzia) è una delle quattro Pontificie Opere Missionarie. Essa mira a sensibilizzare i bambini ai bisogni dei loro coetanei in tutto il mondo. Sotto le ali dell'Opera, i piccoli cristiani, al meglio delle loro capacità, continuano a correre in aiuto dei loro coetanei bisognosi nei paesi di missione. Li sostengono con le loro preghiere quotidiane e con offerte materiali.

## Storia
Nel 1843 monsignor Charles de Forbin-Janson, vescovo di Nancy, fondò l'Associazione della Santa Infanzia (Association de la Sainte Enfance). Cercava un modo per assistere i missionari in Cina che avevano scritto per chiedere aiuti materiali e spirituali. Su consiglio di Pauline Marie Jaricot, che aveva fondato l'Opera della Propagazione della Fede una ventina d'anni prima, creò un'organizzazione di beneficenza composta da bambini che fornivano assistenza ai coetanei dei paesi di missione. I papi e altri dignitari ecclesiastici approvarono l'associazione e la raccomandarono ai fedeli cattolici.
Papa Pio IX, con un breve del 18 luglio 1856, elevò l'Opera al rango di istituzione canonica, gli diede un cardinale protettore e chiese a tutti i vescovi di introdurla nelle loro diocesi. Papa Leone XIII, nell'enciclica Sancta Dei Civitas del 3 dicembre 1890, la benedisse e la raccomandò nuovamente ai vescovi.
Gli affari dell'associazione erano gestiti da un consiglio internazionale con sede a Parigi composto da quindici sacerdoti e altrettanti laici. Questo consiglio generale aveva il diritto esclusivo di direzione generale e di distribuzione dei fondi.
L'Opera conobbe un'incredibile espansione, prima in Francia e poi in America. Dopo due anni, era già stata fondata in 65 diocesi e avviò immediatamente la pubblicazione degli Annales de la Sainte Enfance che, apparendo in diverse lingue, si diffuse rapidamente.
I missionari cattolici francesi erano attivi in Cina ed erano finanziati da collette nelle chiese francesi. L'Opera fu tuttavia uno degli obiettivi delle proteste anti-cristiane cinesi, in particolare durante il massacro di Tianjin del 1870. Le rivolte, scatenate da false voci sull'uccisione di bambini, portarono alla morte del console francese e provocarono una crisi diplomatica.
Il 3 maggio 1922, con il motu proprio Romanorum Pontificum, papa Pio XI fece acquisire all'Opera il carattere Pontificio.
Le offerte elargite dai bambini entrano a far parte del fondo di solidarietà dell'Opera dedicato all'avvio e al sostegno di progetti a servizio dei bambini dei paesi di missione. Ogni anno, durante la riunione del consiglio superiore delle Pontificie Opere Missionarie, questo denaro viene distribuito come donazioni ordinarie per i bisogni dei bambini nelle aree di missione (per le risorse necessarie alla loro cura pastorale, per la loro formazione cristiana, per l'insegnamento, per la tutela della vita e della salute, soprattutto dove a causa di carestie e mancanza di assistenza medica migliaia di essi sono in pericolo di vita) e sussidi di emergenza, che riguardano progetti speciali per aiutare i bambini più bisognosi del mondo. Tutte le richieste dei missionari, confermate dal vescovo locale, vengono inoltrate tramite le rappresentanze pontificie alla Santa Sede.
Attualmente l'Opera è diffusa in più di 130 paesi. È posta sotto la protezione di Gesù Bambino e la Beata Vergine Maria è la protettrice principale, insieme agli angeli custodi. Il suo motto è: "I bambini evangelizzano i bambini, i bambini pregano per i bambini, i bambini aiutano i bambini di tutto il mondo".

## Iniziative
L'Opera promuove diverse iniziative:
- giornata dell'infanzia missionaria, istituita il 4 dicembre 1950 da papa Pio XII e celebrata in molti paesi, tra i quali l'Italia, il 6 gennaio o la domenica successiva;
- chiarastella nel periodo natalizio;
- collette in Avvento e Quaresima;
- settimana bianca in occasione della Prima Comunione;
- settimana missionaria in ottobre;
- formazione missionaria;
- congressi diocesani e nazionali;
- vacanza missionaria con Dio.